# Holcaeus dendrolimusi
Holcaeus dendrolimusi är en stekelart som beskrevs av Matsumura 1926. Holcaeus dendrolimusi ingår i släktet Holcaeus och familjen puppglanssteklar. Inga underarter finns listade i Catalogue of Life.